# Valentin Tomberg
Valentin Arnoldevitch Tomberg (São Petersburgo, 27 de Fevereiro de 1900 — Maiorca, 24 de Fevereiro de 1973) foi um erudito, místico e hermetista cristão russo. Atualmente, é mais conhecido devido a seu livro Meditações sobre os 22 Arcanos Maiores do Tarô, publicado na França em 1984 — a princípio anonimamente —, com apresentação do teólogo católico Hans Urs von Balthasar.